# Nick Ponting
Nicholas „Nick“ Ponting (* 13. Juni 1966 in London) ist ein englischer Badmintonspieler.

## Karriere
Nick Ponting nahm 1992 und 1996 an Olympia teil. 1992 verlor dabei im Herrendoppel mit Dave Wright in Runde zwei und wurde somit 9. in der Endabrechnung. 1996 startete er im Doppel mit Julian Robertson und wurde 17. Im Mixed mit Joanne Wright wurde er bei Olympia 1996 Neunter. Ponting gewann mehrfach die Welsh International und die englischen Einzelmeisterschaften. Außerdem war er auch bei den Austrian International, Canadian Open, Irish Open und den Scottish Open erfolgreich. Bei der Weltmeisterschaft 1993 gewann er Bronze im Mixed, 1994 siegte er bei den All England.

## Sportliche Erfolge
| Saison | Veranstaltung                            | Disziplin    | Platz | Name                            |
| ------ | ---------------------------------------- | ------------ | ----- | ------------------------------- |
| 1988   | Irish Open                               | Mixed        | 1     | Nick Ponting / Julie Munday     |
| 1988   | Welsh International                      | Herrendoppel | 1     | Nick Ponting / David Wright     |
| 1989   | Welsh International                      | Herrendoppel | 1     | Nick Ponting / David Wright     |
| 1990   | Austrian International                   | Herrendoppel | 1     | David Wright / Nick Ponting     |
| 1990   | Welsh International                      | Mixed        | 1     | Nick Ponting / Joanne Wright    |
| 1990   | Welsh International                      | Herrendoppel | 1     | Nick Ponting / David Wright     |
| 1991   | Irish Open                               | Herrendoppel | 1     | Nick Ponting / Dave Wright      |
| 1991   | Irish Open                               | Mixed        | 1     | Nick Ponting / Joanne Wright    |
| 1991   | Canadian Open                            | Mixed        | 1     | Nick Ponting / Gillian Gowers   |
| 1991   | England: Einzelmeisterschaften           | Herrendoppel | 1     | Nick Ponting / David Wright     |
| 1992   | Welsh International                      | Herrendoppel | 1     | Nick Ponting / Dave Wright      |
| 1992   | Welsh International                      | Mixed        | 1     | Nick Ponting / Joanne Wright    |
| 1992   | England: Einzelmeisterschaften           | Mixed        | 1     | Nick Ponting / Joanne Wright    |
| 1993   | Weltmeisterschaft                        | Mixed        | 3     | Nick Ponting / Gillian Clark    |
| 1993   | Swiss Open                               | Mixed        | 3     | Nick Ponting / Gillian Clark    |
| 1993   | England: Einzelmeisterschaften           | Mixed        | 1     | Nick Ponting / Gillian Clark    |
| 1993   | Austrian International                   | Herrendoppel | 1     | Simon Archer / Nick Ponting     |
| 1993   | Austrian International                   | Mixed        | 1     | Nick Ponting / Joanne Wright    |
| 1994   | Thailand Open                            | Mixed        | 2     | Nick Ponting / Joanne Wright    |
| 1994   | All England                              | Mixed        | 1     | Nick Ponting / Joanne Wright    |
| 1994   | England: Einzelmeisterschaften           | Mixed        | 1     | Nick Ponting / Joanne Wright    |
| 1994   | Swiss Open                               | Mixed        | 3     | Nick Ponting / Joanne Wright    |
| 1994   | Welsh International                      | Mixed        | 1     | Nick Ponting / Joanne Wright    |
| 1995   | Swiss Open                               | Mixed        | 3     | Nick Ponting / J Wright         |
| 1995   | England: Einzelmeisterschaften           | Mixed        | 1     | Nick Ponting / Joanne Wright    |
| 1995   | Scottish Open                            | Herrendoppel | 1     | Nick Ponting / Julian Robertson |
| 1996   | Japan Open                               | Mixed        | 3     | Nick Ponting / Joanne Wright    |
| 1997   | Indonesian Open                          | Mixed        | 5     | Nick Ponting / Rikke Olsen      |
| 1998   | Polnische Internationale Meisterschaften | Herrendoppel | 2     | Nick Ponting / Ian Pearson      |